# Rupite
Rupite (bolgár: Рупите) egy kis hegyvidéki falu Bulgária délnyugati csücskében, a görög határ közelében. Blagoevgrad megyében, Petricstől kb. 11 kilométerre északkeletre fekszik. Mintegy ezer lakosa van. A falu arról ismert, hogy itt élt az állítólagos tisztánlátó Baba Vanga.

## Népesség
A lakossága a kommunizmus bukása óta csökken. A lakosok zöme bolgár etnikumú (99.6%).
A népesség változása: